# Mnațakan Iskandarean
Mnațakan Iskandarean (n. 17 mai 1967, Leninakan, Republica Sovietică Socialistă Armeană, URSS) este un luptător ce a reprezentat Echipa Unificată și Rusia, medaliat olimpic. A participat la 2 ediții ale Jocurilor Olimpice (1992, 1996) în care a câștigat o medalie de aur.